# Velòdrom de Manacor
El Velòdrom de Manacor, també conegut com a Velòdrom de na Xicamunda, era una instal·lació dedicada al ciclisme en pista a l'aire lliure de Manacor (Mallorca, Illes Balears, Espanya), activa entre 1893 i 1955 en diverses fases i actualment desapareguda.

## Història
La seva història es divideix en tres etapes, lligades a les societats ciclistes que el varen impulsar i recuperar successivament.
Club Ciclista Manacorense
El velòdrom va néixer ser impulsat pel primer club ciclista existent a la ciutat, el Club Ciclista Manacorense, i inaugurat el 28 de maig de 1893 als afores de la població, devora la carretera a Palma. Ateses les deficiències de la instal·lació original fou reconstruït i reinaugurat el 19 de setembre de 1897, romanent actiu fins 1901.
El Pedal
Després d'uns anys d'abandonament fou recuperat per una altra societat ciclista nascuda a la població: El Pedal, constituïda l'any 1912 aprofitant el ressorgiment de l'afició ciclista a la localitat. Fou inaugurada el 25 de juliol de 1912, d'inici va gaudir de gran activitat amb tot tipus de proves, la més important el Campionat d'Espanya de velocitat de 1913. Però l'eufòria inicial va durar poc temps i la pista va deixar de funcionar el 1916. Fins i tot, devers 1918 s'emprava per a carreres de cavalls.
Club Ciclista Manacor
La fundació del Club Ciclista Manacor el 1931 va recuperar l'activitat de la pista des del 16 d'abril de 1933, que va arribar a acollir quatre Campionats de Balears de fons consecutius entre 1933 i 1936. Després de la Guerra civil espanyola l'activitat de la pista fou intermitent i encara va viure un darrer moment d'esplendor durant els primers anys 50, culminat amb l'organització d'un darrer Campionat de Balears (1954).
Després de 1955 la pista va restar inactiva i les proves ciclistes es varen organitzar a partir de llavors a l'hipòdrom de la localitat. Segurament la pista fou abandonada fins a la ruïna total. Actualment, però, el solar continua sense edificar-se i encara es poden identificar algunes restes de l'antiga instal·lació.
Manacor no va comptar novament amb pista ciclista fins a l'obertura de la voltadora del Poliesportiu Torre dels Enagistes, construïda el 2005.

## Esdeveniments

### Competicions estatals
- Campionat d'Espanya de velocitat: 1913.[7]

### Competicions regionals
- Campionat de Balears de velocitat: 1914
- Campionat de Balears de fons: 1933, 1934, 1935, 1936, 1954.